# Lito Atalaia
Adilson Vieira da Silva (São Paulo, 1981), conhecido como Lito Atalaia, é um cantor e compositor brasileiro de rap cristão.

## Carreira
Lito Atalaia assinou contrato em 2001 com a gravadora 7 Taças aos 19 anos, e começou a acompanhar o grupo Apocalipse 16, detentor do selo, nos shows. Ao mesmo tempo, preparava o seu disco de estreia, que foi lançado no ano seguinte, chamado Levanta e Anda. O álbum foi bem recebido em todo o território brasileiro e colocou Lito como uma das revelações do rap gospel.
Como parte disto, Lito concorreu em 2002 no Prêmio Hutúz, nas categorias de "Revelação" (derrotado por Sabotage) e "Melhor Artista Gospel" (que foi vencida por Apocalipse 16). Esta foi a primeira vez que um artista gospel foi indicado como "Revelação". Desde então, Lito começou a fazer trabalho solo e ser visto com maior frequência no meio do hip hop. No ano de 2003, ele se desliga da 7 Taças e lança o seu selo independente, chamado "Atalaia".
No final de 2006, Lito volta ao estúdio para gravar o seu segundo álbum, que acabou sendo lançado em dezembro de 2007 e se chamou Javé Nissi. Neste CD, ele utiliza de uma nova roupagem para o rap, com influências do reggae na música "Jogador" e participações especiais da banda Planta e Raiz e de Sérgio Saas. Dois meses depois, seu álbum foi indicado ao Troféu Talento, e Lito escolhido pela revista Rap Brasil o melhor artista gospel do ano.
Em junho de 2008, Lito volta a gravar agora para o seu terceiro álbum, intitulado Lito Atalaia Apresenta DJ Max nos Beatz, em uma homenagem à DJ Max, que o acompanha nos shows como DJ. Muito esperado, ele foi concluído em 2009, com dezessete músicas e participações especiais de DJ Alpiste, X Barão, Provérbio X, Tio Fresh, DJ Jamaika, Rato Reverso e GPR. Em 2011, músicas de seus álbuns antecessores foram reunidas na coletânea Ebenezer.
Em 2013, Lito Atalaia lançou o álbum Totalmente Rap, Totalmente Rock, em que flertou com o rap rock e contou com a participação de músicos como Paulo César Baruk, Mauro Henrique, Samuel Mizrahy e Thiago Grulha. Após assinar com a Sony Music Brasil, liberou em 2018 o projeto Boas Novaz.

## Discografia
- Levanta e Anda (2002)
- Javé Nissi (2007)
- Lito Atalaia Apresenta DJ Max nos Beatz (2009)
- Ebenezer (2011)
- Totalmente Rap, Totalmente Rock (2013)
- Boaz Novaz (2018)